# Something Beautiful
"Something Beautiful" é uma canção escrita por Robbie Williams e Guy Chambers gravada pelo cantor Robbie Williams.
É o terceiro single do quinto álbum de estúdio lançado a 18 de Novembro de 2002, Escapology.

## Paradas
| Parada (2003)                  | Posições |
| ------------------------------ | -------- |
| Reino Unido - UK Singles Chart | 3        |
| Irlanda                        | 6        |
| Roménia - Romanian Top 100     | 6        |
| Nova Zelândia                  | 7        |
| Dinamarca                      | 8        |
| Letônia                        | 9        |
| Países Baixos                  | 16       |
| Áustria                        | 19       |
| Austrália                      | 24       |
| Alemanha                       | 46       |
| Bélgica (Flandres)             | 48       |
| Suíça                          | 52       |
| França                         | 70       |